# Петровський сільський округ (Шортандинський район)
Петро́вський сільський округ (каз. Петровка ауылдық округі, рос. Петровский сельский округ) — адміністративна одиниця у складі Шортандинського району Акмолинської області Казахстану. Адміністративний центр — село Петровка.
Населення — 1358 осіб (2021; 1721 у 2009, 2164 у 1999, 2249 у 1989).
Станом на 1989 рік існувала Петровська сільська рада (села Біле Озеро, Новокавказьке, Петровка, селище Караадир). Село Новокавказьке було ліквідоване 2009 року.

## Склад
До складу округу входять такі населені пункти:
| Населений пункт            | Населення, осіб (1989) | Населення, осіб (1999) | Населення, осіб (2009) | Населення, осіб (2021) |
| -------------------------- | ---------------------- | ---------------------- | ---------------------- | ---------------------- |
| Біле Озеро, село           | 209                    | 186                    | 160                    | 162                    |
| Караадир, станційне селище | 446                    | 479                    | 363                    | 239                    |
| Петровка, село             | 1505                   | 1420                   | 1168                   | 957                    |
| --Новокавказьке, село      | 89                     | 79                     | 30                     | -                      |